# Аллахвердиева, Наиля Билал Кызы
Наиля́ Била́л кызы́ Аллахверди́ева (род. 15 марта 1978, Свердловск) — российский арт-менеджер, куратор, художница, лауреат премии Сергея Курёхина, директор пермского Музея современного искусства (2019—2024).

## Биография
В 1999 году окончила Уральский государственный университет.
В 1998 году совместно с членами Ассоциации молодых искусствоведов Ириной Бабаец, Еленой Крживицкой, Инной Ляпневой создала в Екатеринбурге с целью расширения местной художнической сцены антифеминистскую акционисткую арт-группу «Засада Цеткин». Группа в своих работах концентрировала внимание на женских проблемах. В 2003 году группа «Засада Цеткин» приняла участие в фестивале «АртКлязьма».
В 2009 году переехала в Пермь. Работала заместителем директора Пермского центра развития дизайна.
Курировала имиджевую кампанию пермского «Театра-Театра».
В апреле 2013 года награждена премией Сергея Курёхина в номинации «Лучший кураторский проект» (выставка «Лицо невесты. Современное искусство Казахстана», Пермь).
В 2010 году стала работать в Музее современного искусства в Перми (PERMM). В 2014 году стала арт-директором, в 2019 году — директором. В декабре 2024 года уволилась по собственному желанию.

## Известные кураторские проекты
- 2005 — «Памятник клавиатуре» (совм. с Арсением Сергеевым), Екатеринбург[4][9]
- 2012 — «Лицо невесты. Современное искусство Казахстана», Пермь[6][10]
- 2011 — «Red People», Пермь[11]

## Награды, премии
- 2013 — премия Сергея Курёхина в номинации «Лучший кураторский проект»[6]

## Уголовное преследование
В марте 2024 года у Аллахвердиевой прошёл обыск, который был частью массовых обысков у художников и активистов по делу Петра Верзилова, осенью — по делу Марата Гельмана.
В марте 2025 года в отношении Аллахвердиевой возбуждено уголовное дело по делу об оскорблении чувств верующих. Ей инкриминируется ч. 1 ст. 148 УК РФ (публичные действия, выражающие явное неуважение к обществу и совершенные в целях оскорбления религиозных чувств верующих).